# 13249 Marcallen
13249 Marcallen (1998 MD38) là một tiểu hành tinh vành đai chính.